# هوبكينتون (نيوهامشير)
هوبكينتون (بالإنجليزية: Hopkinton, New Hampshire)‏ هي بلدة أمريكية تقع في الولايات المتحدة في مقاطعة ميريماك. يقدر عدد سكانها بـ 5,597 نسمة ومساحتها 116.8 كم2 وترتفع عن سطح البحر 154 متر.